# Chika Sakuragi
Chika Sakuragi (櫻木千華?; 9 giugno 1991) è un'ex cestista giapponese.

## Carriera
Con il Giappone ha disputato i Campionati asiatici del 2013.